# 10-й Октябрь (Курская область)
10-й Октябрь — посёлок в Кореневском районе Курской области. Входит в состав Комаровского сельсовета.

## География
Посёлок находится на реке Мужица, в 106 км к юго-западу от Курска, в 12,5 км к югу от районного центра — посёлка городского типа Коренево, в 4 км от центра сельсовета  — Комаровка.
Климат
10-й Октябрь, как и весь район, расположен в поясе умеренно континентального климата с тёплым летом и относительно тёплой зимой (Dfb в классификации Кёппена).

## Население
| 2002 | 2010 |
| ---- | ---- |
| 2    | ↘0   |

## Инфраструктура
Личное подсобное хозяйство. В посёлке 7 домов.

## Транспорт
10-й Октябрь находится в 13 км от автодороги регионального значения 38К-030 (Рыльск — Коренево — Суджа), в 3,5 км от автодороги 38К-006 (Коренево — Троицкое), в 0,2 км от автодороги 38К-007 (38К-006 — Комаровка — Глушково), в 3,5 км от автодороги межмуниципального значения 38Н-159 (38К-006 — Краснооктябрьское), в 4,5 км от автодороги 38Н-160 (38К-006 — Любимовка — 38К-030 с подъездом к с. Обуховка), в 0,5 км от автодороги 38Н-158 (38К-007 — Вишневка), в 3 км от ближайшего ж/д остановочного пункта 341 км (линия 322 км — Льгов I).
В 143 км от аэропорта имени В. Г. Шухова (недалеко от Белгорода).